# Terry Venables
Terence Frederick Venables (Dagenham, 1943. január 6. – London, 2023. november 25.) angol válogatott labdarúgó, edző.
Az angol válogatott szövetségi kapitánya volt 1993 és 1996 között. Az ő irányításával vettek részt a hazai rendezésű 1996-os Európa-bajnokságon.
Ausztrália válogatottjával ezüstérmet szerzett az 1997-es konföderációs kupán.

## Sikerei, díjai

### Játékosként
Chelsea
- Angol ligakupa (1): 1964–65

Tottenham
- Angol kupa (1): 1966–67
- Angol szuperkupa (1): 1967

### Edzőként
Crystal Palace
- Angol másodosztályú bajnok (1): 1978–79

FC Barcelona
- Spanyol bajnok (1): 1984–85
- Spanyol ligakupa (1): 1985–86

Tottenham
- Angol kupa (1): 1990–91

Ausztrália
- Konföderációs kupa döntős (1): 1997

## Statisztika

### Mérkőzései az angol válogatottban
| Anglia | Anglia            | Anglia                       | Anglia    | Anglia   | Anglia   | Anglia     | Anglia | Anglia  |
| #      | Dátum             | Helyszín                     | Hazai     | Eredmény | Vendég   | Kiírás     | Gólok  | Esemény |
| ------ | ----------------- | ---------------------------- | --------- | -------- | -------- | ---------- | ------ | ------- |
| 1.     | 1964. október 21. | London, Wembley Stadion      | Anglia    | 2 – 2    | Belgium  | barátságos | -      |         |
| 2.     | 1964. december 9. | Amszterdam, Olimpiai Stadion | Hollandia | 1 – 1    | Anglia   | barátságos | -      |         |
|        | Összesen          |                              |           | 2        | mérkőzés |            | 0      | gól     |